# Agustín Parejo School
Agustín Parejo School (APS) és un col·lectiu d'artistes que va actuar a Màlaga (Andalusia) entre el 1982 i el 1994. Entre els seus fundadors, hi havia Rogelio López Cuenca i Jorge Dragón.
Format per diferents estudiants (van arribar a ser més de 10) de Filosofia i Lletres i Magisteri, alguns dels quals compartien pis al carrer Agustín Parejo, s'autodenominaven «grup d'acció artística». A través de vídeos, instal·lacions, cartells, postals, octavetes i, sobretot, accions al carrer, feien visible el seu context immediat com un espai de conflicte. Enllaçant amb les avantguardes històriques més radicals, amb les seves accions van deixar clar que no hi ha un àmbit privilegiat per a l'art i que el carrer pot ser tan interessant com el museu. APS combinava les lectures crítiques respecte al discurs artístic amb l'interès per les qüestions socials conflictives. Part de les seves accions van compartir experiències de resistència amb altres col·lectius poc visibles. Entre altres accions, es van manifestar pels carrers de Màlaga conjuntament amb l'Asociación de Vecinos sin Vivienda, un col·lectiu que cada dimecres sortia al carrer. Barrejats de forma anònima entre els manifestants, els membres d'APS teatralitzaven l'acció com si es tractés d'una processó de Setmana Santa portant veles, tambors i altres elements. Eslògans com «Alcalde dónde estás, los pobres no te ven» o «Viviendas sí, chabolas no» es barrejaven amb pancartes com «Nous sommes tous Agustín Parejo School», «Málaga, paradigma de la africanidad» o «Acabar con la profesión de artista».
A més de les seves accions al carrer, APS va exposar a diferents espais de Màlaga com la Galería del Ateneo (1982), el Pub Terral (1984), el Col·legi d'Arquitectes (1985 i 1992) i la galeria Pedro Pizarro (1986 i 1990). També va presentar el seu treball al Museo de Arte Contemporáneo de Sevilla (1992) i va participar en exposicions col·lectives a Madrid (1984, 1985, 1987, 1988, 1990, 1991 i 1993), Barcelona (1986), Sevilla (1987), Amsterdam (1989), Tunis (1994) i al Centre Pompidou de París (1986). Després de la dissolució del grup, les seves obres s'han vist al Centro Andaluz de Arte Contemporáneo (2004), el MACBA de Barcelona (2005 i 2014), el Centro José Guerrero de Granada (2009) i el Museo Reina Sofía de Madrid (2013), entre altres espais.